# Calanthemis spiloderes
Calanthemis spiloderes là một loài bọ cánh cứng trong họ Cerambycidae.